# Air North
Air North – kanadyjska linia lotnicza z siedzibą w Whitehorse, w prowincji Jukon. Głównym węzłem jest port lotniczy Whitehorse.

## Flota
Według stanu na marzec 2025 flota Air North składa się z 11 samolotów, w tym 3 przeznaczonych do transportu cargo, o średnim wieku 29,6 lat:
| Samolot        | Samolot | Samolot   | Liczba miejsc | Liczba miejsc | Uwagi              |
| Model          | Aktywne | Zamówione | E             | Łącznie       | Uwagi              |
| -------------- | ------- | --------- | ------------- | ------------- | ------------------ |
| ATR 42         | 4       | -         | -             | -             | Konfiguracja cargo |
| ATR 42         | 4       | -         | 42            | 42            |                    |
| Boeing 737-400 | 1       | -         | 156           | 156           |                    |
| Boeing 737-500 | 4       | -         | 122           | 122           |                    |
| Boeing 737-800 | 2       | -         | 174           | 174           |                    |
| Łącznie        | 11      | 0         |               |               |                    |